# Uma Aventura na Casa Assombrada
Uma Aventura na Casa Assombrada (Portugiesisch für: Ein Abenteuer in dem überschatteten Haus) ist ein Jugendfilm des portugiesischen Filmregisseurs Carlos Coelho da Silva aus dem Jahr 2009.
Das als spannender Abenteuerfilm mit Mysteryelementen angelegte Werk ist die Verfilmung des gleichnamigen Buches aus der erfolgreichen Jugendbuchserie Uma Aventura der beiden Autorinnen Ana Maria Magalhães und Isabel Alçada.

## Handlung
Der versteckte „Geist der Welt“, ein roter Diamant mit übernatürlichen Eigenschaften, der vor 500 Jahren dem letzten Aztekenherrscher geraubt wurde, steht im Mittelpunkt der Handlung.
Filipa, die Erbin eines geheimnisvollen alten Hauses in den Hügeln von Sintra, bittet die fünf Freunde Chico, die Zwillinge Teresa und Luísa, Pedro, João mit ihrem Hund Faial um Hilfe bei der Suche nach dem Stein. Ihnen tun sich dabei allerdings immer neue Hindernisse und Gegner auf. Sie begegnen Geistern von Indianern, Statuen erwachen zum Leben, Schwärme von Fledermäusen machen ihnen die Suche schwer, Falltüren und Geheimdurchgänge müssen überwunden werden, und zu allem Überfluss kreuzen sie die Wege eines rachsüchtigen deutschen Killers.
Die Freunde müssen eine Vielzahl Abenteuer und böser Überraschungen überstehen. Es gelingt ihnen schließlich, unter gemeinsamer Aufbietung aller körperlicher Kraft und geistiger Fähigkeiten den mystischen Diamanten rechtzeitig zu finden.

## Produktion und Rezeption
Die Dreharbeiten fanden im Juni und Juli 2009 im Landkreis Sintra statt. Der Film entstand in Koproduktion der Valentim de Carvalho Filmes (die Filmproduktionsgesellschaft der Valentim de Carvalho) mit dem Privatfernsehsender SIC, mit finanzieller Beteiligung des Filmförderfonds Fundo de Investimento para o Cinema e o Audiovisual (FICA).
Nach einer Vorpremiere am 23. November 2009 im großen Auditorium des Centro Cultural de Belém in Lissabon kam der Film am 3. Dezember 2009 in die Kinos, wo er mit 124.938 verkauften Eintrittskarten ein großer Publikumserfolg wurde. Es war die erfolgreichste portugiesische Kinoproduktion des Jahres. Sie profitierte dabei auch vom großen Interesse unter Jugendlichen an der erfolgreichen Jugendbuchserie.
Der Film erschien danach bei SIC Home Videos auch auf DVD.